# Licitación

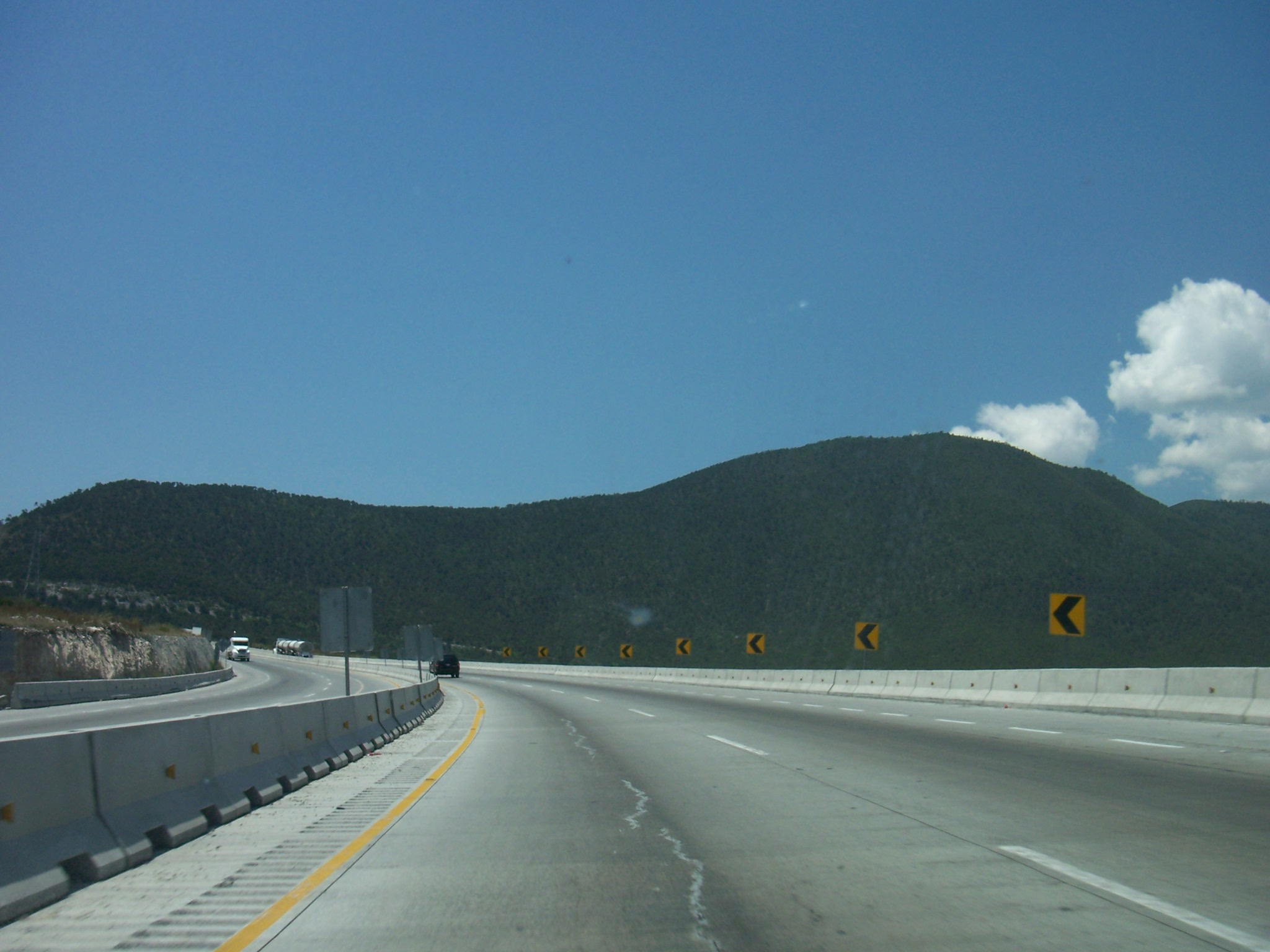
Autopista N.º 57 D (Saltillo - Matehuala - San Luis - Querétaro) en México. Prácticamente todas las autopistas son construidas tras una licitación.

La licitación, en términos empresariales, es el proceso reglado mediante el cual una organización da a conocer públicamente una necesidad, solicita ofertas que le satisfagan, evalúa estas ofertas y selecciona una de ellas. Esta palabra también puede referirse a un proceso de subasta.

## Usos del término
La Real Academia Española define licitación como «acción y efecto de licitar», y licitar como:
1. Sacar algo a subasta o concurso públicos.
2. Participar en una subasta pública ofreciendo la ejecución de un servicio a cambio de dinero u otros beneficios.
3. Ofrecer precio por algo en una subasta [privada].

La licitación, a secas, es por tanto siempre pública y competitiva. Cuando en español se escribe "licitación pública" o "licitación pública competitiva", "pública" y "competitiva" son epítetos (adjetivos retóricos que no añaden información). Lo mismo cuando se escribe "proceso de licitación" (la palabra lleva implícito el sentido de proceso). 
Concurso público es sinónimo de licitación. En cambio subasta pública suele referirse a un proceso en el que se adjudican bienes (por ejemplo, incautados judicialmente) al mejor postor.
Existe también la licitación restringida, en la que solo se invita a participar a determinadas empresas seleccionadas previamente, mientras que en la licitación a secas puede participar de entrada cualquier empresa, aunque, ya durante el proceso, pueden ser descartadas las que no cumplan los requisitos fijados. La diferencia es importante, porque la empresa que en una licitación se considere injustamente descartada puede recurrir ante los tribunales. 
Por último, el carácter público (en su sentido de difusión general) de la licitación no quiere decir que solo el sector público pueda emplearla. Es un procedimiento usado corrientemente por grandes empresas privadas para contratar a otras firmas.

## Sinónimos en inglés
En inglés, call for bids (CFB), call for tenders (CFT), invitation to tender (ITT, a menudo acortado en tender o tendering, especialmente en inglés británico), request for tender (RFT), invitation for bid (IFB) y competitive bidding process (CBP) son sinónimos de licitación. La razón para esta proliferación se encuentra en la palabra inglesa bid, que se usa como sustantivo (oferta, puja) y como verbo (ofrecer, pujar), y es muy general. Por eso, cuando en inglés se quiere decir licitación, se restringe ese término general escribiendo alguno de los sinónimos anteriores. Pero la traducción al español de competitive bidding process no es proceso de licitación competitiva, sino simplemente licitación.

## Etimología
Del latín lĭcitatĭo, -ōnis ("subasta"), derivada a su vez del verbo licēre ("permitir").

## Fases
Cada país tiene sus propias reglas de licitación, y a veces, según el objeto, o el monto, pueden ser distintas dentro del mismo país. Sin mencionar que una empresa privada puede también llevar a cabo una licitación perfectamente justa y transparente diseñando sus propias reglas. Pero en general se pueden distinguir las siguientes fases: 
1. Preparación de los pliegos de condiciones: en ellos se describirán con detalle las características de la infraestructura que se pretende construir o del servicio que se desea prestar. Normalmente se dividirán en condiciones (o cláusulas) técnicas, administrativas y económicas. Requieren un conocimiento exhaustivo de la materia por parte de quienes los redactan y un tiempo prolongado de elaboración, lo que hace que esta fase resulte cara. Es habitual que la preparación de los pliegos de una gran licitación se licite a su vez.
2. Publicación de la convocatoria: puede hacerse en periódicos de difusión general, en sitios de Internet especializados en la publicación de estas ofertas, en boletines oficiales o comunicarse por correo electrónico a las empresas inscritas en la sede electrónica del organismo licitante.
3. Presentación de ofertas: normalmente constarán de una oferta técnica y una oferta económica. Puede exigirse a los ofertantes una fianza o depósito, que normalmente será un porcentaje pequeño (el 1 o el 2 %) del importe del contrato. Esta fianza es devuelta a los no adjudicatarios, y retenida al adjudicatario hasta que se completa el contrato. Otra modalidad es no exigir fianza durante la presentación de ofertas, sino solamente al adjudicatario una vez realizada la adjudicación. En este caso deberá hacerla efectiva en un plazo relativamente corto o perderá la adjudicación.
4. Evaluación de ofertas: después de descartar las ofertas que no cumplan con los requisitos fijados, se evaluarán las restantes con una serie de parámetros establecidos en los pliegos de condiciones. Si el único parámetro que se considera es el precio, este tipo de licitación recibe el nombre de subasta (no debe confundirse con otros procesos llamados subastas que no son licitaciones). Pero en general se consideran más parámetros. El grado de cumplimiento de cada parámetro se evalúa con puntos.[5]
5. Adjudicación: se adjudica la obra o servicio a la empresa o persona cuya oferta ha sumado más puntos.[5]
6. Formalización del contrato: la organización convocante de la licitación y el adjudicatario acuerdan un contrato, basado en los pliegos de condiciones y en la oferta ganadora, que firman y por el cual obran a partir de ese momento.

## Nulidad
Debe destacarse que los pliegos de condiciones obligan tanto al convocante como a los oferentes: las empresas que se presentan deben cumplir las condiciones establecidas, pero el convocante no las puede cambiar durante la licitación (desde la convocatoria hasta la adjudicación) y está obligado a adjudicar el contrato a la empresa ganadora. No puede anular la licitación porque resulte ganadora una empresa que no es de su gusto, o porque no gane la que el convocante habría preferido. 
Sí que puede anularse una licitación porque nadie se haya presentado, o ninguno de los presentados cumpla las condiciones establecidas. Ahora bien, si nadie se presenta, esto suele querer decir que el precio de salida (el fijado por el convocante, a partir del cual los oferentes presentan mayores o menores descuentos) era demasiado bajo, o las condiciones demasiado exigentes.
Asimismo, si un oferente comete un error (por ejemplo, presentar documentos fuera de plazo) esto le puede suponer quedarse fuera del proceso, que continúa. Pero si el convocante comete un error (por ejemplo, no respeta la normativa en cuanto al mínimo de días entre la difusión de la convocatoria y el fin del plazo de presentación de ofertas), esto puede suponer que toda la licitación se anule y deba comenzarse de nuevo desde cero. También puede ser causa de nulidad que quien elaboró los pliegos de condiciones no tenía competencia para ello.

## Fraude
Cada fase de la licitación puede ser objeto de fraude:
1. Fraude en la preparación de los pliegos de condiciones: se solicitan servicios que no se necesitan, o a precios muy superiores a los que ofrece el mercado, o con cláusulas técnicas innecesariamente adaptadas a los productos de un suministrador determinado.
2. Fraude en la publicación de la convocatoria: puede acortarse indebidamente el plazo de presentación de ofertas, habiendo avisado con tiempo a la empresa que se quiere resulte adjudicataria, para perjudicar a sus competidoras. O bien, en países pequeños, publicarse una importante licitación financiada por un banco de desarrollo multilateral solo en algún periódico de ese país, cuando las condiciones de la financiación por ese banco obligan a publicarla en algún sitio de Internet de mayor difusión y en un idioma más conocido (habitualmente el inglés) que el propio de ese país.
3. Fraude en la presentación de ofertas: varias empresas (por ejemplo A, B y C) realmente existentes se ponen ilegalmente de acuerdo para presentar ofertas prácticamente iguales a las licitaciones L1, L2 y L3, pero con precios ligeramente distintos, de modo que A gane L1, B gane L2 y C resulte adjudicataria de L3.[7] También se da el caso, si las condiciones de la licitación exigen que se presente más de una empresa, que solo una de las que se presentan sea real, y ficticias las otras. Otra práctica es que varias empresas que deberían competir se ponen ilegalmente de acuerdo para encargar a una sola firma especializada los estudios necesarios para presentar las ofertas, y luego comparten esos estudios.[8]
4. Fraude en la evaluación de ofertas: un evaluador, en colusión con un oferente, puede asignar indebidamente un número decisivo de puntos  a un parámetro de esa oferta cuya valoración no sea objetiva, por ejemplo "experiencia en obras similares".
5. Fraude tras la formalización del contrato: por ejemplo elevando injustificadamente los precios, reduciendo las obligaciones o pasando por alto (a cambio de sobornos) incumplimientos.

## Prevención del fraude
La OCDE ha publicado en español los Lineamientos para combatir la colusión entre oferentes en licitaciones públicas. Por su parte el Observatorio de la Contratación Pública propone un decálogo para prevenir la corrupción en las licitaciones. Entre el amplio número de recomendaciones se pueden citar las siguientes:
1. Asegurar la publicidad de la convocatoria (para lo cual se recomiendan los portales de contratación) con tiempo suficiente y procurando que todas las condiciones de la licitación estén formuladas de forma clara, precisa e inequívoca.
2. Maximizar el número de empresas que se pueden presentar, tratando de no imponer requisitos innecesariamente estrictos, ni fianzas demasiado altas.
3. Evitar que los montos de las licitaciones periódicas sean predecibles, ya que esto favorece la colusión. Por ejemplo, no licitar anualmente el mantenimiento de 500 kilómetros (km) de carreteras, sino un año 300 km; otro, 800 km; y al siguiente, 400 km.
4. Evitar, por igual razón, licitar a la vez varios contratos de idéntico o similar importe.
5. En las licitaciones periódicas, llevar cuenta detallada de las empresas y el monto de la oferta que presentaron, tanto de las ganadoras como de las perdedoras. Revisar en esta lista los patrones que podrían indicar una posible colusión, como que una misma empresa unas veces presenta precios muy altos, y otras, bajos.
6. Formar en detección de fraudes al personal que redacta los pliegos de condiciones y evalúa las ofertas presentadas.

La función de los alertadores o denunciantes se considera clave en la lucha contra la corrupción. En Europa se puede destacar la página Digiwhist (del inglés whistleblower), o el Corruption Research Center de Budapest, que divulgan, elaboran tecnología y publican métodos para revelar riesgos de corrupción en los contratos públicos en 35 países.
En 2019 el G20 ha publicado su Compendio de buenas prácticas para promover la integridad y la transparencia en el desarrollo de infraestructuras. En él aboga por un enfoque integral para evitar la corrupción en las licitaciones: desde la definición inicial de las necesidades hasta el castigo a los corruptos, pasando por la valoración de las ofertas y la prevención del conflicto de interés. Da numerosos ejemplos de organismos y estructuras de diferentes países que se han mostrado eficaces contra el fraude.